# Strausz Adolf
Strausz Adolf (Cece, 1853. május 15. – Budapest, 1944. március 1.) magyar közgazdász, etnográfus, balkanológus, egyetemi tanár.

## Élete
Strausz Salamon és Trenschiner Netti (meghalt 1899-ben) gyermekeként született jómódú zsidó családban. Középiskolai tanulmányait Székesfehérváron kezdte, majd Pesten érettségizett. Ezt követően a Ludovika Akadémián tanult, majd a vezérkarban teljesített szolgálatot. A budapesti egyetemen jogot végzett és főleg balkáni országok néprajzának tanulmányozásával foglalkozott. Az 1878-as boszniai okkupáció idején egy huszárezredben szolgált a későbbi bolgár uralkodóval, Ferdinánddal, akivel barátságot kötött és aki később felfogadta őt tanácsadójának. Később is számos cikket írt a boszniai utazásain tapasztaltakról budapesti és bécsi lapokba. 1880-ban a Kisfaludy Társaság tagjai közé választotta. 1886-ban kilépett a honvédség kötelékéből. Jelentős részt vállalt a bolgár-magyar barátság megalapozásában. Kormányküldetésben többször beutazta a Balkánt és Kis-Ázsiát az első világháború alatt is. Az orosz-japán háború alatt a török szultán mellett volt diplomáciai megbízatásból. A japán kormány hivatalos megbízottjaként az volt a feladata, hogy rávegye a török vezetést, hogy ne engedje át az orosz hajókat a Dardanellákon. Sikerrel járt, s a japán császártól érdemrendet kapott. Mint a bolgár néprajzi és gazdasági viszonyok kitűnő ismerője munkatársa volt Sztambolov bolgár miniszterelnöknek. Tudományos munkásságának elismeréséül számos magyar és külföldi kitüntetést kapott. 1892-től tanított a Keleti Akadémián a keleti országok politikai, néprajzi és gazdasági történetéről, majd az intézmény beolvadásától, 1921-től a közgazdasági kar tanára volt. 1923-ban nyugalomba vonult. Nagyszámú tudományos tanulmánya magyar és külföldi folyóiratokban jelent meg és mint publicista is évtizedekig dolgozott a Hon, Egyetértés, Nemzet, Budapesti Hírlap, Pesti Napló, Pester Lloyd, Neue Freie Presse, Frankfurter Zeitung, Times, Temps, Trnska Constitucia és más neves lapokba. Szerkesztette a Revue d'Orient, a Gazette de Hongrie és Die Donaulander című tudományos folyóiratokat. A Magyar Néprajzi Társaság egyik megalapítója és tiszteletbeli tagja volt. Tudományos, néprajzi tárgyú darabjait több százszor adta elő az Uránia Színház. A Közel-Kelet országainak etnográfiája szempontjából gyakran alapvető fontosságú szakmunkái. Strausz a zsidó tudományos irodalmat is gazdagította, megírta A római ghettó történetét. Egyik legelső kezdeményezője a magyarországi cionista-mozgalomnak s díszelnöke a Magyar Cionista Szövetségnek. Számos alkalommal képviselte huzamosabb ideig a magyarországi cionista szervezetet Londonban és a cionista világkongresszusokon. A karlsbadi cionista világkongresszus megbízásából 1921-ben tanulmányúton járt Palesztinában és útjáról magyar, német, francia és héber lapokban számolt be. Magyar és külföldi cionista lapoknak állandó munkatársa és a budai hitközségnek egyik vezetője volt. A budai I. kerület templomkörzetnek díszelnöke volt.
Felesége Milecz Róza (1855–1942) tanítónő volt.

## Főbb művei
- Bosnyákföld és népe (I–II., Budapest, 1881–1882)
- Bosnien, Land und Leute (1884)
- Bosznia és Hercegovina (1885)
- A Balkáni félsziget (1888)
- Voyage au Montenegró (1889)
- Bolgár népköltési gyűjtemény (I–II., Budapest, 1892)
- Bolgár nyelvtan (1894)
- Bulgarische Volksdichtungen (1895)
- Bolgár néphit (Budapest, 1897)
- Die Bulgaren (1898)
- Bosznia ipara (1898)
- Paris (1898)
- Románia (1899)
- Bulgária ipara (1901)
- Szerbia (1903)
- Törökország (1905)
- Az új Balkán-félsziget (1913)
- Das Osmanische Reich (1917)
- Grossbulgarien (1917)
- A római ghettó története (1929)